# Seznam televizních seriálů vysílaných na The CW
Seznam televizních seriálů vysílaných na The CW uvádí přehled televizních seriálů, které byly premiérově uvedeny na americké stanici The CW, jež vysílá od roku 2006. Některé seriály byly do jejího programu přesunuty z rušených stanic The WB (seznam seriálů) a UPN (seznam seriálů). Pokud byl seriál vysílán v Česku, je v samostatném sloupci uveden český distribuční název pořadu.

## Vysílané seriály
| Orig. název                 | Český název              | Od              | Seznam dílů | Poznámky |
| --------------------------- | ------------------------ | --------------- | ----------- | -------- |
| All American                | Fotbalový talent         | 10. října 2018  | seznam dílů |          |
| All American: Homecoming    | Sportovní talent: Návrat | 21. února 2022  | seznam dílů |          |
| The Flash                   | Flash                    | 7. října 2014   | seznam dílů |          |
| Gotham Knights              | —                        | 14. března 2023 | seznam dílů |          |
| Kung Fu                     | —                        | 7. dubna 2021   | seznam dílů |          |
| Nancy Drew                  | —                        | 9. října 2019   | seznam dílů |          |
| Riverdale                   | Riverdale                | 26. ledna 2017  | seznam dílů |          |
| Superman & Lois             | Superman a Lois          | 23. února 2021  | seznam dílů |          |
| Two Sentence Horror Stories | —                        | 8. srpna 2019   | seznam dílů |          |
| Walker                      | —                        | 21. ledna 2021  | seznam dílů |          |
| Walker: Independence        | —                        | 6. října 2022   | seznam dílů |          |
| The Winchesters             | —                        | 11. října 2022  | seznam dílů |          |

## Ukončené seriály

### Seriály
V této sekci nejsou uvedeny sitcomy.
| Orig. název           | Český název          | Od                | Do                 | Řady a díly      | Poznámky                                                   |
| --------------------- | -------------------- | ----------------- | ------------------ | ---------------- | ---------------------------------------------------------- |
| 4400                  | —                    | 25. října 2021    | 14. února 2022     | 1 řada; 13 dílů  |                                                            |
| 7th Heaven            | Sedmé nebe           | 25. září 2006     | 13. května 2007    | 1 řada; 22 dílů  | přesunuto z The WB (1996–2006)                             |
| The 100               | —                    | 19. března 2014   | 30. září 2020      | 7 řad; 100 dílů  |                                                            |
| 90210                 | 90210: Nová generace | 2. září 2008      | 13. května 2013    | 5 řad; 114 dílů  |                                                            |
| Arrow                 | Arrow                | 10. října 2012    | 28. ledna 2020     | 8 řad; 170 dílů  |                                                            |
| Batwoman              | Batwoman             | 6. října 2019     | 2. března 2022     | 3 řady; 51 dílů  |                                                            |
| The Beautiful Life    | —                    | 16. září 2009     | 18. prosince 2009  | 1 řada; 5 dílů   |                                                            |
| Beauty & the Beast    | Kráska a zvíře       | 11. října 2012    | 15. září 2016      | 4 řady; 70 dílů  |                                                            |
| Black Lightning       | Black Lightning      | 16. ledna 2018    | 24. května 2021    | 4 řady; 58 dílů  |                                                            |
| The Carrie Diaries    | —                    | 14. ledna 2013    | 31. ledna 2014     | 2 řady; 26 dílů  |                                                            |
| Containment           | —                    | 19. dubna 2016    | 19. července 2016  | 1 řada; 13 dílů  |                                                            |
| Crazy Ex-Girlfriend   | —                    | 12. října 2015    | 5. dubna 2019      | 4 řady; 62 dílů  |                                                            |
| Cult                  | —                    | 19. února 2013    | 12. července 2013  | 1 řada; 13 dílů  |                                                            |
| Dynasty               | Dynastie             | 11. října 2017    | 16. září 2022      | 5 řada; 108 dílů |                                                            |
| Easy Money            | —                    | 5. října 2008     | 16. srpna 2009     | 1 řada; 8 dílů   |                                                            |
| Emily Owens, M.D.     | Doktorka Emily       | 16. října 2012    | 5. února 2013      | 1 řada; 13 dílů  |                                                            |
| Frequency             | —                    | 5. října 2016     | 25. ledna 2017     | 1 řada; 13 dílů  |                                                            |
| Gilmore Girls         | Gilmorova děvčata    | 26. září 2006     | 15. května 2007    | 1 řada; 22 dílů  | přesunuto z The WB (2000–2006), revival na Netflixu (2016) |
| Gossip Girl           | Super drbna          | 19. září 2007     | 17. prosince 2012  | 6 řad; 121 dílů  |                                                            |
| Hart of Dixie         | Doktorka z Dixie     | 26. září 2011     | 27. března 2015    | 4 řady; 76 dílů  |                                                            |
| Hellcats              | Superkočky           | 8. září 2010      | 17. května 2011    | 1 řada; 22 dílů  |                                                            |
| Hidden Palms          | —                    | 30. května 2007   | 4. července 2007   | 1 řada; 8 dílů   |                                                            |
| Charmed               | —                    | 14. října 2018    | 10. června 2022    | 4 řady; 72 dílů  |                                                            |
| I Ship It             | —                    | 19. srpna 2019    | 29. srpna 2019     | 1 řada; 6 dílů   | přesunuto ze CW Seed (2016)                                |
| In the Dark           | —                    | 4. dubna 2019     | 5. září 2022       | 4 řady; 52 dílů  |                                                            |
| iZombie               | —                    | 17. března 2015   | 1. srpna 2019      | 5 řad; 71 dílů   |                                                            |
| Jane the Virgin       | —                    | 13. října 2014    | 31. července 2019  | 5 řad; 100 dílů  |                                                            |
| Katy Keene            | —                    | 6. února 2020     | 14. května 2020    | 1 řada; 13 dílů  |                                                            |
| Legacies              | Odkaz                | 25. října 2018    | 16. června 2022    | 4 řady; 68 dílů  |                                                            |
| Legends of Tomorrow   | —                    | 21. ledna 2016    | 2. března 2022     | 7 řad; 110 dílů  | oficiálně DC's Legends of Tomorrow                         |
| Life Is Wild          | Život v divočině     | 7. října 2007     | 3. února 2008      | 1 řada; 13 dílů  |                                                            |
| Life Sentence         | —                    | 7. března 2018    | 15. června 2018    | 1 řada; 13 dílů  |                                                            |
| Life Unexpected       | Změna je život       | 18. ledna 2010    | 18. ledna 2011     | 2 řady; 26 dílů  |                                                            |
| Melrose Place         | Melrose Place        | 8. září 2009      | 13. dubna 2010     | 1 řada; 18 dílů  |                                                            |
| The Messengers        | Poslové              | 17. dubna 2015    | 24. července 2015  | 1 řada; 13 dílů  |                                                            |
| Naomi                 | —                    | 11. ledna 2022    | 10. května 2022    | 1 řada; 13 dílů  |                                                            |
| Nikita                | Nikita               | 9. září 2010      | 27. prosince 2013  | 4 řady; 73 dílů  |                                                            |
| No Tomorrow           | —                    | 4. října 2016     | 17. ledna 2017     | 1 řada; 13 dílů  |                                                            |
| One Tree Hill         | —                    | 27. září 2006     | 4. dubna 2012      | 6 řad; 120 dílů  | přesunuto z The WB (2003–2006)                             |
| The Originals         | —                    | 3. října 2013     | 1. srpna 2018      | 5 řad; 92 dílů   |                                                            |
| The Outpost           | —                    | 10. července 2018 | 7. října 2021      | 4 řady; 49 dílů  |                                                            |
| Pandora               | —                    | 16. července 2019 | 13. prosince 2020  | 2 řady; 23 dílů  |                                                            |
| Privileged            | Smetánka             | 9. září 2008      | 24. února 2009     | 1 řada; 18 dílů  |                                                            |
| Reaper                | Ďáblův sluha         | 25. září 2007     | 26. května 2009    | 2 řady; 31 dílů  |                                                            |
| Reign                 | Království           | 17. října 2013    | 16. června 2017    | 4 řady; 78 dílů  |                                                            |
| The Republic of Sarah | —                    | 14. června 2021   | 6. září 2021       | 1 řada; 13 dílů  |                                                            |
| Ringer                | Nebezpečná identita  | 13. září 2011     | 17. dubna 2012     | 1 řada; 22 dílů  |                                                            |
| Roswell, New Mexico   | Roswell: Nové Mexiko | 15. ledna 2019    | 5. září 2022       | 4 řady; 52 dílů  |                                                            |
| Runaway               | Štvanci              | 25. září 2006     | 15. října 2006     | 1 řada; 9 dílů   |                                                            |
| The Secret Circle     | Tajemství kruhu      | 15. září 2011     | 10. května 2012    | 1 řada; 22 dílů  |                                                            |
| Smallville            | Smallville           | 28. září 2006     | 13. května 2011    | 5 řad; 108 dílů  | přesunuto z The WB (2001–2006)                             |
| Star-Crossed          | Láska ke hvězdám     | 17. února 2014    | 12. května 2014    | 1 řada; 13 dílů  |                                                            |
| Stargirl              | Stargirl             | 10. srpna 2021    | 7. prosince 2022   | 2 řady; 26 dílů  | přesunuto z DC Universe (2020)                             |
| Supergirl             | —                    | 10. října 2016    | 9. listopadu 2021  | 5 řad; 106 dílů  | přesunuto ze CBS (2015–2016)                               |
| Supernatural          | Lovci duchů          | 28. září 2006     | 19. listopadu 2020 | 14 řad; 305 dílů | přesunuto z The WB (2005–2006)                             |
| The Tomorrow People   | Lidé zítřka          | 9. října 2013     | 5. května 2014     | 1 řada; 22 dílů  |                                                            |
| Valentine             | —                    | 5. října 2008     | 19. července 2009  | 1 řada; 8 dílů   |                                                            |
| Valor                 | —                    | 9. října 2017     | 29. ledna 2018     | 1 řada; 13 dílů  |                                                            |
| The Vampire Diaries   | Upíří deníky         | 10. září 2009     | 10. března 2017    | 8 řad; 171 dílů  |                                                            |
| Veronica Mars         | Veronica Mars        | 3. října 2006     | 22. května 2007    | 1 řada; 20 dílů  | přesunuto z UPN (2004–2006), přesunuto na Hulu (2019)      |

### Sitcomy
| Orig. název           | Český název            | Od                 | Do                | Řady a díly     | Poznámky                                                                   |
| --------------------- | ---------------------- | ------------------ | ----------------- | --------------- | -------------------------------------------------------------------------- |
| Aliens in America     | Mimoni v Americe       | 1. října 2007      | 18. května 2008   | 1 řada; 18 dílů |                                                                            |
| All of Us             | —                      | 1. října 2006      | 14. května 2007   | 1 řada; 22 dílů | přesunuto z UPN (2003–2006)                                                |
| Backpackers           | —                      | 14. července 2014  | 21. července 2014 | 1 řada; 2 díly  | společně s kanadskou CTV, též webizody na internetovém CW Seed (2013–2015) |
| Everybody Hates Chris | —                      | 1. října 2006      | 8. května 2009    | 3 řady; 66 dílů | přesunuto z UPN (2005–2006)                                                |
| The Game              | —                      | 1. října 2006      | 15. května 2009   | 3 řady; 64 dílů | přesunuto na BET (2011–2015)                                               |
| Girlfriends           | —                      | 1. října 2006      | 11. února 2008    | 2 řady; 35 dílů | přesunuto z UPN (2000–2006)                                                |
| Reba                  | Deník zasloužilé matky | 19. listopadu 2006 | 19. února 2007    | 1 řada; 13 dílů | přesunuto z The WB (2001–2006)                                             |
| Significant Mother    | To je tvoje máma?      | 3. srpna 2015      | 5. října 2015     | 1 řada; 9 dílů  |                                                                            |

## Seriály CW Seed
V této sekci jsou uvedeny hrané a animované webové seriály premiérově vysílané na internetové platformě CW Seed. Výčet není kompletní.
| Orig. název                    | Typ       | Od               | Do                 | Řady a díly     | Poznámky                                                  |
| ------------------------------ | --------- | ---------------- | ------------------ | --------------- | --------------------------------------------------------- |
| Backpackers                    | hraný     | 15. srpna 2013   | 23. července 2015  | 2 řady; 32 dílů | společně s kanadskou CTV, též seriál na The CW (2014)     |
| Constantine: City of Demons    | animovaný | 24. března 2018  | 19. ledna 2019     | 1 řada; 2 díly  | první díl vyšel původně jako první řada (5 krátkých dílů) |
| Deathstroke: Knights & Dragons | animovaný | 6. ledna 2020    | dosud              | 1 řada; 1 díl   |                                                           |
| Freedom Fighters: The Ray      | animovaný | 8. prosince 2017 | 18. července 2018  | 2 řady; 12 dílů |                                                           |
| Husbands                       | hraný     | 15. srpna 2013   | 3. října 2013      | 1 řada; 6 dílů  | přesunuto z YouTube (2011–2012)                           |
| I Ship It                      | hraný     | 22. června 2016  | 6. července 2016   | 1 řada; 10 dílů | přesunuto na The CW (2019)                                |
| JoJoHead                       | hraný     | 14. října 2016   | 13. listopadu 2016 | 1 řada; 18 dílů |                                                           |
| Play It Again, Dick            | hraný     | 16. září 2014    | 4. listopadu 2014  | 1 řada; 8 dílů  |                                                           |
| Vixen                          | animovaný | 25. srpna 2015   | 18. listopadu 2016 | 2 řady; 12 dílů |                                                           |